# L'Archange de Brooklyn
Pour plus de détails, voir Fiche technique et Distribution.
L'Archange de Brooklyn (Texas, Brooklyn and Heaven) est un film américain réalisé par William Castle, sorti en 1948.

## Synopsis
Ayant perçu un héritage, Eddie Tayloe quitte son journal de Dallas (Texas) dans l'espoir de devenir un auteur de théâtre à New York. En chemin, il rencontre Perry Dunklin, qui fait de l'auto-stop dans l'espoir elle aussi de réussir dans la grande ville. Le temps d'arriver à New York, Eddie est tombé amoureux de Perry, mais ce n'est pas réciproque.
Dans le métro, il rencontre Mandy, une pickpocket, qui s'évanouit à force d'avoir faim. Il la raccompagne chez elle à Flatbush, où elle habite avec trois vielles filles, Rudy, Opal et Pearl. 
Après diverses mésaventures, Perry finira par épouser Eddie et retourner au Texas pour y avoir leur ranch. 

## Fiche technique
- Titre original : Texas, Brooklyn and Heaven
- Titre français : L'Archange de Brooklyn
- Réalisation : William Castle
- Scénario : Lewis Meltzer, d'après le roman Eddie and the Archangel Mike de Barry Benefield
- Direction artistique : Jerome Pycha Jr.
- Décors : George Sawley
- Costumes : Mary Grant
- Photographie : William C. Mellor
- Son : John R. Carter
- Montage : James E. Newcom
- Musique : Arthur Lange
- Production : Robert S. Golden
- Production associée : Lewis J. Rachmil
- Société de production : Golden Productions
- Société de distribution : United Artists
- Pays de production :  États-Unis
- Langue originale : anglais
- Format : noir et blanc — 35 mm — 1,37:1 — son Mono
- Genre : Comédie romantique
- Durée : 76 minutes
- Dates de sortie : 
  - États-Unis : 16 juillet 1948
  - France : 4 juin 1952
- Licence : Domaine public

## Distribution
- Guy Madison : Eddie Tayloe
- Diana Lynn : Perry Dunklin
- James Dunn : Mike
- Michael Chekhov : Gaboolian
- Florence Bates : Mandy
- Lionel Stander : 	le groom
- William Frawley : l'agent
- Roscoe Karns : Carmody
- Margaret Hamilton : Ruby Cheever
- Irene Ryan : Opal Cheever
- Colin Campbell : MacWirther
- Clem Bevans : Capitaine Bjorn
- Moyna MacGill : Pearl Cheever
- Audie Murphy : un copain
- Herb Vigran : un voyageur dans le métro

## Bande originale ou chansons du film
- "Texas, Brooklyn and Heaven", paroles et musique d'Ervin Drake et Jimmy Shirl